# Giáo hội Cây Ô liu
Giáo hội Cây Ô liu (Olive Tree) một phong trào tôn giáo mới theo hệ phái Cơ đốc giáo được Park Tae Son (박태선/Park T'aesŏn/朴泰善) thành lập tại Hàn Quốc. Phong trào này ban đầu được biết đến ở Hàn Quốc với tên gọi Hiệp hội Phục hưng Giáo đoàn Chúa Giêsu Kitô của Hàn Quốc (Jesus Christ Congregation Revival Association of Korea/한국예수교전도관부흥협회/Hangug Yesu Gyojeon-dogwan Buheung Hyeob-hoe) và sau này là Giáo hội Cha Thiên Thượng (천부교/Cheonbugyo) Giáo hội Cây Ô liu được các giáo phái Thiên Chúa giáo chính thống ở Hàn Quốc coi là tà giáo, và học giả Hàn Quốc Kim Chang Han đã lập luận trong luận án tiến sĩ của mình rằng việc chống lại Giáo hội Cây Ô liu là lý do chính cho sự xuất hiện của Phong trào chống giáo phái ở Hàn Quốc.

## Bối cảnh
Ở Hàn Quốc cũng đã xuất hiện những hình thức truyền đạo huyền bí, kết hợp giữa giảng dạy Kinh thánh và một số yếu tố trong tôn giáo dân gian Hàn Quốc. Các giáo phái cùng những nghi thức độc lạ của họ đặc biệt thu hút người dân Hàn Quốc vào cuối những năm 1950 và đầu những năm 1960 vốn là giai đoạn xã hội đầy biến động, khi nền kinh tế nông nghiệp nghèo nàn bị cuộc nội chiến tàn khốc phá hủy dần chuyển mình nhưng thành quả kinh tế không chia đều cho tất cả, nhiều người Hàn Quốc cũng bi quan về tương lai, hiếu niềm tin vào chính quyền, nên đã tìm tới những lãnh đạo tôn giáo hứa cứu rỗi tâm hồn và mang lại sự bình an cho họ. Hầu hết giáo phái nguồn gốc Cơ Đốc giáo ở Hàn Quốc đều được thành lập theo cách tương tự Tân Thiên Địa khi những nhóm này tách ra từ phong trào Cây Ô liu hoặc Giáo hội Thống Nhất, chủ yếu vẫn dựa vào các biểu tượng trong sách Khải huyền, được dẫn dắt dưới quyền của một cá nhân tự nhận sở hữu một quyền lực thiêng liêng nào đó. Một số giáo chủ tự xưng là nhà tiên tri, hoặc nói rằng chỉ một mình họ đủ khả năng giải nghĩa Kinh thánh. Các Kitô hữu chính thống ở Hàn Quốc coi những nhóm tôn giáo nghi ngờ quyền năng của Chúa Jesus là dị giáo, và đây chỉ là hệ quả từ lịch sử chính trị, kinh tế-xã hội đặc biệt của Hàn Quốc, không đại diện cho Kitô giáo hay tôn giáo nói chung ở Hàn Quốc.

## Lịch sử
Vào tháng 4 năm 1955 tại Seoul, trong cuộc mít tinh quy mô lớn có một số lãnh đạo tôn giáo tham gia, Park Tae Son đã có bài thuyết giảng trước các tín đồ trên đỉnh núi Nam San, Park Tae-son nói ông nhìn thấy nước và lửa từ thiên đường rơi xuống. Với niềm tin rằng mình đã được thanh tẩy tâm hồn và trao quyền năng to lớn, nhà truyền giáo Park Tae Son bước xuống bục giảng giữa buổi mít tinh và xoa đầu một người đàn ông bị què suốt 30 năm. Người ta kể rằng hành động này của Park Tae Son đã chữa lành cho người đàn ông đó, đánh dấu bước ngoặt không những với Park Tae Son, mà cả những phong trào Kitô giáo mới ở Hàn Quốc. Park Tae Son sau đó thành lập phong trào riêng có tên Giáo hội Cây Ô liu. Giáo hội Cây Ô liu nhanh chóng trở thành một trong hai phong trào nguồn gốc Kitô giáo có tầm ảnh hưởng lớn tại Hàn Quốc vào những năm 1950 và 1960, thời điểm đó không phong trào nào đạt tới mức độ ảnh hưởng và sức mạnh như Giáo hội Cây Ô liu. Trong quá trình công nghiệp hóa, nhiều Kitô hữu Hàn Quốc cảm thấy bị xã hội bỏ lại đã lũ lượt gia nhập Giáo hội Cây Ô liu của Park Tae son, do bị thu hút bởi ý tưởng thành lập một Thánh địa hiện đại.
Người dân yếm thế muốn hồi phục cả tinh thần, tâm lý và thể chất nhờ vào sự chữa bệnh bằng đức tin, ngay cả những người bình thường, ít hoặc không có hiểu biết về giáo lý của Park Tae Son cũng tham gia. Mọi người bị cuốn vào lời giảng của lãnh đạo tôn giáo, nhiều tín đồ thậm chí chuyển tới sống tại thị trấn tự túc do Giáo hội Cây Ô liu xây dựng gần Seoul, trong đó có cả trường học, nhà máy và những khu chung cư, ở thời điểm đỉnh cao, Giáo hội Cây Ô liu có tới 2 triệu thành viên. Người dân không ngừng gia nhập bất chấp một loạt tranh cãi ngày càng tăng xung quanh Park Tae Son, bao gồm việc ông vào tù trong thời gian ngắn vì tội biển thủ. Giáo chủ Park Tae Son sau này đã khiến các tín đồ giận dữ khi tuyên bố Chúa Jesus là kẻ mạo danh, còn giáo chủ Park Tae Son mới chính là Đấng Cứu Thế thực sự. Hàng loạt thành viên liên tiếp rời bỏ giáo hội vào giữa những năm 1960. Khi giáo chủ Park Tae Son chết vào năm 1990, số tín đồ đã sụt giảm mạnh. Nhiều nhà thờ trắng treo thánh giá đỏ trên khắp vùng nông thôn Hàn Quốc, nơi từng thuộc về Giáo hội Cây Ô liu, dần bị bỏ hoang và thường được dùng làm nhà kho của làng, thay vì nơi thờ phụng. Trong số tín đồ rời Giáo hội Cây Ô liu, một nhân vật khác là Lee Man-hee sau này là người sáng lập giáo phái Tân Thiên Địa.